# Ophiocreas ambonesicum
Ophiocreas ambonesicum is een slangster uit de familie Asteroschematidae.
De wetenschappelijke naam van de soort werd in 1927 gepubliceerd door Ludwig Döderlein.